# Безголосов, Виталий Мефодьевич
Виталий Мефодьевич Безголосов (1920—1945) — старшина Рабоче-крестьянской Красной Армии, участник Великой Отечественной войны, Герой Советского Союза (1946).

## Биография
Виталий Безголосов родился 20 мая 1920 года в селе Каменка (ныне — Уланский район Восточно-Казахстанской области Казахстана) в рабочей семье. В 1931 году вместе со своей семьёй переехал в город Риддер. После окончания семилетней школы продолжил учёбу в вечерней школе, одновременно работая в столярной мастерской. Позднее окончил школу фабрично-заводского ученичества, работал металлургом на свинцовом заводе в Лениногорске (ныне — Риддер). В октябре 1941 года был призван на службу в Рабоче-крестьянскую Красную Армию.
С 1942 года — на фронтах Великой Отечественной войны. Участвовал в боях на Калининском, Степном, 1-м и 4-м Украинском фронтах. За время боёв четырежды был ранен. Летом 1943 года участвовал в Белгородско-Харьковской операции, освобождении Харькова. Тогда же стал снайпером. Впоследствии участвовал в освобождении Украины, Житомирско-Бердичевской, Проскуровско-Черновицкой, Львовско-Сандомирской операциях, освобождении Польши, Карпатско-Дуклинской, Ясло-Горлицкой операциях. Во время последней в составе своей дивизии форсировал Вислу. К 1945 году старшина Виталий Безголосов был снайпером роты автоматчиков 227-го стрелкового полка 183-й стрелковой дивизии 38-й армии 4-го Украинского фронта.
За январь — март 1945 года Безголосов лично уничтожил 69 вражеских солдат и офицеров. Отличился во время боёв за город Чеховице-Дзедзице, за захват плацдарма на западном берегу Вислы и у села Павловицы.
Участвовал в Моравско-Остравской операции. К тому времени с лета 1943 года Безголосовым лично было уничтожено 279 солдат и офицеров противника. Также за это время он обучил снайперскому делу 67 бойцов, на счету которых в общей сложности было 600 убитых солдат и офицеров.
В бою за город Моравска-Острава 30 апреля 1945 года Безголосов уничтожил 8 солдат и офицеров противника. Когда получил тяжёлое ранение его командир, он, несмотря на массированный огонь, оказал ему первую помощь и попытался унести его в укрытие, но погиб. Похоронен в городе Глучин Моравскосилезского края Чехии.
Указом Президиума Верховного Совета СССР от 15 мая 1946 года за «мужество и героизм, проявленные в боях с немецко-фашистскими захватчиками» старшина Виталий Безголосов посмертно был удостоен высокого звания Героя Советского Союза с вручением ордена Ленина и медали «Золотая Звезда».
Был также награждён орденами Красной Звезды и Славы 3-й степени, а также двумя медалями «За отвагу».